# Războiul în epoca preistorică
Războiul preistoric se referă la conflictele din epoca dinainte de apariția scrisului și a entităților statale, perioadă denumită în mod curent „preistorie”.  
Când primii oameni au început să se războiască este o chestiune de dezbatere între antropologi și istorici. Răspunsul la această incertitudine depinde de definiția  "războiului" în sine.